# トウヒディ・タバリ
トウヒディ・タバリ（Towhidi Tabari, 1964年6月15日 - ）はイランのカリグラファー、画家。ペルシア語表記はتوحیدی طبریで、トウヒディ・タバリと発音する。
マーザンダラーン州のバーボル（Babol）に生まれ、14歳からバーボルでペルシア書道と彩飾を学び始めた。1983年よりテヘランのイラン書道協会で技術を磨いた。

## 書風
ペルシア書道においてトウヒディ・タバリが専門とする書体は以下の二つである。
- シェカステ体（Shekasteh）
- ナスタリーク体（Nasta`liq script）

## 展覧会
- 1987  書法国会　ラムサール, イラン
- 1999 テヘラン現代美術の博物館[1]
- 1999 ウマル・ハイヤーム国際開 UNESCO, パリ
- 2003 Cité Internationale des Arts[2], パリ
- 2004 クロアチア国立図書館、ザグレブ[3][4][5]
- 2005 ルーミー展覧会[6][7][8], イラン文化協会, パリ
- 2006 2006年の 白夜祭 [9], フランス国立中央文書館, パリ
- 2007 クールブヴォア市の文化協会[10], イル＝ド＝フランス地域圏, フランス

## 脚註
1. ↑  “アーカイブされたコピー”. 2007年9月27日時点のオリジナルよりアーカイブ。2007年12月15日閲覧。
2. ↑  http://pagesperso-orange.fr/citedesarts/ad-expo-TOWHIDI.htm
3. ↑  http://arhiv.slobodnadalmacija.hr/20040131/kultura02.asp
4. ↑  http://vijesti.hrt.hr/arhiv/2004/01/30/KUL.html
5. ↑  http://www.vjesnik.hr/Pdf/2004%5C01%5C31%5C16A16.PDF%5B%5D
6. ↑  “アーカイブされたコピー”. 2008年8月28日時点のオリジナルよりアーカイブ。2007年12月16日閲覧。
7. ↑  http://www.daily.ir/2005/10/796/#more-796 (in Persian)
8. ↑  http://www.iranian.ws/cgi-bin/iran_news/exec/view.cgi/13/10078
9. ↑  “アーカイブされたコピー”. 2006年10月23日時点のオリジナルよりアーカイブ。2007年12月18日閲覧。
10. ↑  “アーカイブされたコピー”. 2007年12月15日時点のオリジナルよりアーカイブ。2007年12月18日閲覧。